# David Storl
David Storl (født 27. juli 1990 i Rochlitz i Sachsen) er en tysk kuglestøder, der var blandt de bedste i verden i denne disciplin i 2010'erne.
Som ganske ung viste Storl sit talent, da han nogle dage inden sin 17 årsfødselsdag vandt VM-guld for juniorer i 2007. Han fik sit store gennembrud som senior i 2011, da han først vandt EM-sølv indendørs og senere på året blev verdensmester udendørs. Han var som blot 21-årig den yngste verdensmester i kuglestød nogensinde og den første tyske verdensmester i denne disciplin. Året efter vandt han VM-sølv indendørs og EM-guld udendørs.
Han var derfor med i favoritfeltet ved OL 2012 i London, og i kvalifikationsrunden stødte han 21,15 m, hvilket var næstbedst efter amerikaneren Reese Hoffa og foran den største favorit, polakken Tomasz Majewski. I finalen førte Storl det meste af vejen med stød på 21,84 og 21,86 m i sine to første forsøg, men Majewski nåede i sit sidste forsøg ud på 21,89 m og sikrede sig dermed guldet. Storls 21,86 m var rigeligt til at sikre ham sølvet, mens Hoffa nåede ud på 21,23 m og dermed fik bronze.
Storl vandt igen VM-guld udendørs i 2013, og i 2014 vandt han VM-sølv indendørs og EM-guld udendørs. Året efter vandt han sin eneste EM-guld indendørs og fulgte det op med VM-sølv udendørs senere på året. I 2016 vandt han sin tredje EM-guldmedalje i træk, og han var derfor igen blandt favoritterne ved OL 2016 i Rio de Janeiro. Han var dog ikke så stærk ved legene, hvor han først lige akkurat klarede at kvalificere sig til finalen, men her ikke var meget bedre og endte på en syvendeplads med 20,64 m.
I 2017 vandt han EM-bronze indendørs, og i 2018 VM-sølv indendørs. I 2019 fik han en rygskade, der blandt andet forhindrede ham i at stille op til VM.